# Francesco Bartolomeo Conti
Francesco Bartolomeo Conti est un compositeur italien né à Florence le 20 janvier 1681 ou 1682 et mort à Vienne en juillet 1732. Il jouait aussi de la mandoline et du théorbe. 

## Biographie
On sait peu de choses sur la vie de Francesco Bartolomeo Conti. Il ne fait nul doute que, dès sa jeunesse, entre 1699 et 1701 pour être précis, il fut un théorbiste apprécié non seulement dans sa ville natale de Florence, mais aussi dans d'autres villes comme Ferrare et Milan. La renommée dont il jouit lui permet dès 1701 d'être nommé théorbiste auxiliaire à la cour des Habsbourg à Vienne et de recevoir les mêmes appointements que ceux du théorbiste principal, Orazio Clementi.
Il débute comme compositeur avec Cleotilde au carnaval de 1706, mais ce n'est qu'en 1713 qu'il est reconnu et même nommé compositeur de la cour. En 1708, à la mort de Clementi, Conti est promu théorbiste titulaire, charge qu'il remplira jusqu'en 1726. La même année, il est élu membre de l'Accademia Filarmonica di Bologna, et en 1711, il est nommé vice-maître de chapelle.
En avril, après la mort de sa première épouse, Theresia Kugler, il convole en secondes noces avec la prima donna Maria Landini, musicienne la mieux payée de l'époque à Vienne. Elle interprète les rôles principaux des opéras de Conti représentés de 1714 à 1721 ; elle meurt en 1722.
Le 28 août 1723, Conti prend part comme théorbiste à la première représentation de l'opéra Costanza e fortezza de Johann Joseph Fux.
En 1724, Anna Maria Lorenzani est nommée prima donna. Elle participe à l'interprétation de trois opéras de Conti et épouse le compositeur en avril 1725.
En 1726 et de 1729 à 1732, Conti quitte la capitale autrichienne et retourne en Italie à cause d'ennuis de santé. De retour à Vienne en 1732, il met en scène deux nouvelles œuvres. Il meurt la même année en juillet.

## Compositeur

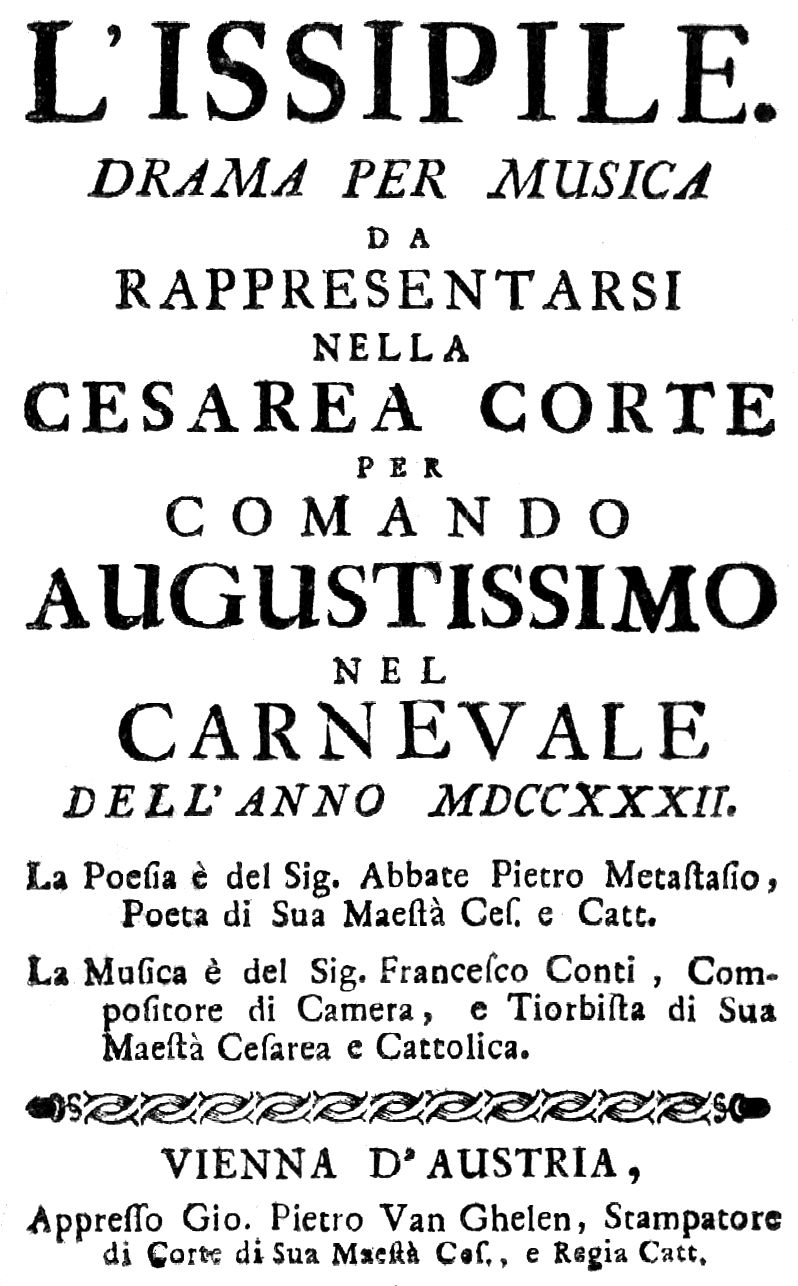
Page de titre du livret d’Issipile (1732).

Conti fut aussi mandoliniste et un compositeur prolifique. De fait, il écrivit les toutes premières sonates pour cet instrument. Malgré cela, sa carrière de musicien à la cour impériale de Vienne fut plutôt modeste. Il obtint certainement beaucoup plus de succès comme compositeur d'opéras, d'oratorios et d'œuvres vocales (tant sacrées que profanes).
Les œuvres qu'il composa de 1714 à 1725 furent surtout écrites pour la saison du carnaval et la célébration des anniversaires et des fêtes des membres de la famille impériale. Parmi ses œuvres théâtrales, on se rappelle surtout son premier opéra, l'opera seria Cleotide : quelques morceaux de cette œuvre, dont la version originale est perdue à ce jour, furent employés pour un pastiche produit et représenté au Queen's Theatre de Londres en 1709 et le furent aussi par Georg Friedrich Haendel pour son pastiche Ormisda représenté le 4 avril 1730.
En plus de nombreux drames, Conti produisit, avec la collaboration du librettiste Pietro Pariati, quelques comédies, dont Don Chisciotte in Sierra Morena (1719). Comme ses contemporains compositeurs avaient coutume de faire, il composa aussi de nombreux intermèdes-bouffes, qu'il inséra dans ses propres drames ou d'autres drames.

## Œuvre
- Sinfonia, en la majeur
- Missa Sancti Pauli

### Cantates
- L'Istro (1719)
- Fra cetre, e fra trombe (1719)
- Fra queste umbrese piante
- Svetirata Didone (1726)
- Prigioniero d'amor
- Mia bella Clori ascolta
- La beltà che il core adora
- Caro agnellin, lo so
- Lontananza dell'amato
- Ride il prato
- Le sembianze di Nice

### Oratorio
- Il Gioseffo, oratorio (1706)

### Opéras
- Alba Cornelia (Milan 1704)
- Il finto Policare (1716), livret de Pietro Pariati
- Astarto (1718), livret d'Apostolo Zeno et Pietro Pariati
- Don Chisciotte in Sierra Morena (Vienne 1719), livret d'Apostolo Zeno et Pietro Pariati
- David (Vienne 1724), livret d'Apostolo Zeno
- 1725 (1725) livret d'Apostolo Zeno
- Issipile (Vienne 1732), livret de Métastase
- Teseo in Creta

## Discographie
- Cantate da camera con istromenti - Rossana Bertini, Anna Simboli, sopranos ; Ensemble La Signoria (janvier 1999, Tactus) (OCLC 48102730)
- Cantate con istromenti - Bernarda Fink, mezzo soprano ; Ars Antiqua Austria, dir. Gunar Letzbor (9-12 juillet 2001, Arcana A 309)[1] (OCLC 781035923)
- David - Simone Kermes, Birgitte Christensen, sopranos ; Marijana Mijanović, Sonia Prina, contraltos, Furio Zanasi, Vito Priante, barytons ; Il Complesso barocco, dir. Alan Curtis (octobre/novembre 2003, 2CD Virgin Classics) (OCLC 501176313)
- Don Quichotte in Hamburg, musique de Telemann, Johann Mattheson et Francesco Bartolomeo Conti, par l'ensemble Elbipolis Barockorchester Hamburg (CD Raumklang 2005)
- Languet Anima Mea, sur le CD Lamento, par la mezzo-soprano Magdalena Kožená et Musica Antiqua Köln, dir. Reinhard Goebel, label Archiv (2005)